# Lucia Mastrodomenico
Lucia Mastrodomenico née le 9 mai 1952 à Calitri, morte le 1er janvier 2007 à Naples est une journaliste féministe italienne. Sa vie est marquée par son engagement social et politique.

## Biographie
Lucia Mastrodomenico est née à Calitri, dans la province d'Avellino. Elle grandit avec sa sœur et sa mère, à Naples.
Au début des années 1970, elle s'engage au sein du mouvement social et civique Cattolici del Dissenso. En 1972, avec sa sœur Cinzia, Peppe Carini, Geppino Fiorenza de Lotta Continua, elle fonde La cansa dei bambini proletarian. Il s'agit d'une école et d'une cantine située à Montesanto, un quartier populaire de Naples. Cette école permet aux enfants de ne pas rester dans la rue et d'avoir un repas chaud. Lucia Mastrodomenico se consacre à ce projet jusqu'à la fin des années 1970.
En 1974, elle épouse Roberto Landolfi, médecin bénévole de La cansa dei bambini proletarian.
Au début des années 1980, elle rejoint les mouvements féministes. Elle fait partie du collectif féministe Le Nemesiache, fondé par Lina Mangiacapre qui s'émancipe des modèles culturels empreint de patriarcat.
Devenue journaliste dans la seconde moitié des années 80, elle travaille pour les pages culturelles de divers journaux et magazines, dont Il Paese delle Donne.
Avec Luisa Cavaliere, écrivaine et représentante du mouvement féministe, elle rejoint l'association de femmes Lo Specchio di Alice.
En 1988, elle fonde et dirige la revue féministe, politique et culturelle Madrigale, à travers laquelle elle exprime, son point de vue politique et éthique des thèmes féministes. La revue est publiée jusqu'en 1993.
À la même période, elle participe à la fondation d'une maison d'édition napolitaine indépendante, la Magistra Editore, qui publie son livre Gli anni ’70 e Napoli.
Au cours des années 90, elle monte un projet d'insertion par le travail pour vingt femmes migrantes du territoire napolitain. Elle organise un défilé de mode à Naples avec les vêtements confectionnés par les participantes, afin de présenter les parcours migratoires des femmes. Elle publie le récit de ce projet en 1999.
En 2001, en tant qu'experte, elle est nommée membre de la Commission pour l'égalité des chances de la Région Campanie. Elle poursuit son engagement cette fois au sein des institutions, sur l'égalité des chances, le genre.
En 2005, Lucia Mastrodomenico oragnise une rencontre avec Luce Irigaray, à l'Institut italien d'études philosophiques. L'entretien est publié en 2007.
En 2006, elle fonde, avec la philosophe napolitaine Angela Putino, la revue AdaTeoriaFemminista, qui traite des aspects théoriques de la politique et de la culture féministe.
Elle décède le 1er janvier 2007, à l'âge de cinquante-quatre ans.

## Postérité
En juillet 2007, l'Association Madrigale per Lucia - à la mémoire de Lucia Mastrodomenico est fondée à Naples pour garder vivant le souvenir de son engagement, de ses pensées et de ses actions. L'Association organise chaque année le Prix Lucia Mastrodomenico, destiné aux élèves des lycées de Naples et de sa province. Il récompense les meilleures œuvres écrites inspirées des thèmes qui ont fait l'objet de réflexion et d'analyse de l'activiste napolitain. Depuis 2013, l'Association publie un périodique en ligne Madrigale per Lucia – L'Altalena.
En 2012, le Comité pour l'égalité des chances de l'Union industrielle de Naples crée un prix à la mémoire de Lucia Mastrodomenico, pour récompenser les meilleures thèses sur les politiques de genre et l'égalité des chances,.

## Publications
- (it) Io-Lo specchio-L’altra: la relazione tra donne: esperienze, memorie, percorsi degli ultimi dieci anni, Naples, Giannini, 1987
- (it) Gli anni ’70 e Napoli, Naples, Magistra, 1993, 133 p.
- (it) Défilé : donne africane ad Aversa, Naples, L'Ancora, 1999, 151 p. (ISBN 9788883250545)
- (it) Il mestiere del medico: etica e servizi sanitari, L'Ancora del Mediterraneo, 2006, « Etica e Salute »
- (it) Solo l’amore salva, Naples, Liguori, 2012, 97 p. (ISBN 9788820755751)